# David Zabriskie

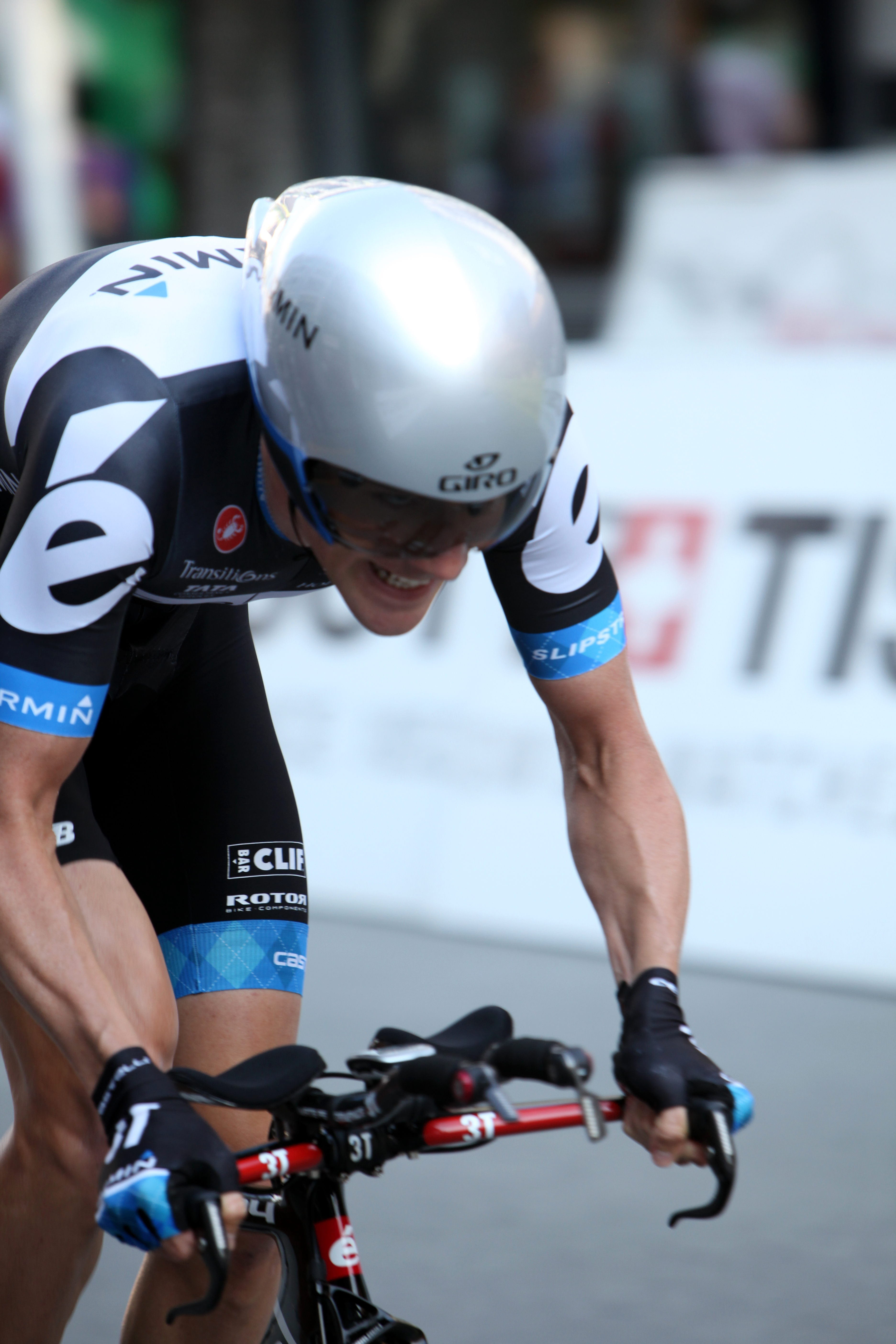
David Zabriskie en el Tour de Romandía 2011

David Zabriskie (Salt Lake City, 12 de enero de 1979) es un exciclista estadounidense. Su especialidad era la contrarreloj y de hecho fue seis veces campeón de Estados Unidos, aunque solía ejercer como gregario o buscar las escapadas.

## Biografía
Debutó como profesional en 2001, enrolado en las filas del US Postal liderado por Lance Armstrong, donde permaneció hasta terminar la temporada 2004.
En 2005 pasó a formar parte del Team CSC, dirigido por Bjarne Riis, y en 2008 fichó por el Garmin.
En 2012, fue uno de los 11 excompañeros de Lance Armstrong en el US Postal que testificaron ante la USADA (Agencia Antidopaje Estadounidense) en el caso contra el tejano. Zabriskie admitió haberse dopado para mejorar el rendimiento, por lo cual fue suspendido 6 meses a partir del 1 de septiembre de 2012 y fue descalificado de todos los resultados obtenidos desde el 31 de mayo de 2003 hasta el 31 de julio de 2006.
El 6 de octubre de 2013 anunció su retirada del ciclismo tras trece temporadas como profesional y con 34 años de edad.

## Palmarés
2002
- 1 etapa de la Sea Otter Classic

2006
- Campeonato de Estados Unidos Contrarreloj
- 2.º en el Campeonato del Mundo Contrarreloj

2007
- Campeonato de Estados Unidos Contrarreloj

2008
- 3.º en el Campeonato del Mundo Contrarreloj
- Campeonato de Estados Unidos Contrarreloj

2009
- Campeonato de Estados Unidos Contrarreloj
- Tour de Missouri, más 1 etapa

2010
- 1 etapa del Tour de California

2011
- 1 etapa del Tour de Romandía
- 1 etapa del Tour de California
- Campeonato de Estados Unidos Contrarreloj

2012
- 1 etapa del Tour de Langkawi
- 1 etapa del Tour de California
- Campeonato de Estados Unidos Contrarreloj

## Resultados en Grandes Vueltas y Campeonato del Mundo

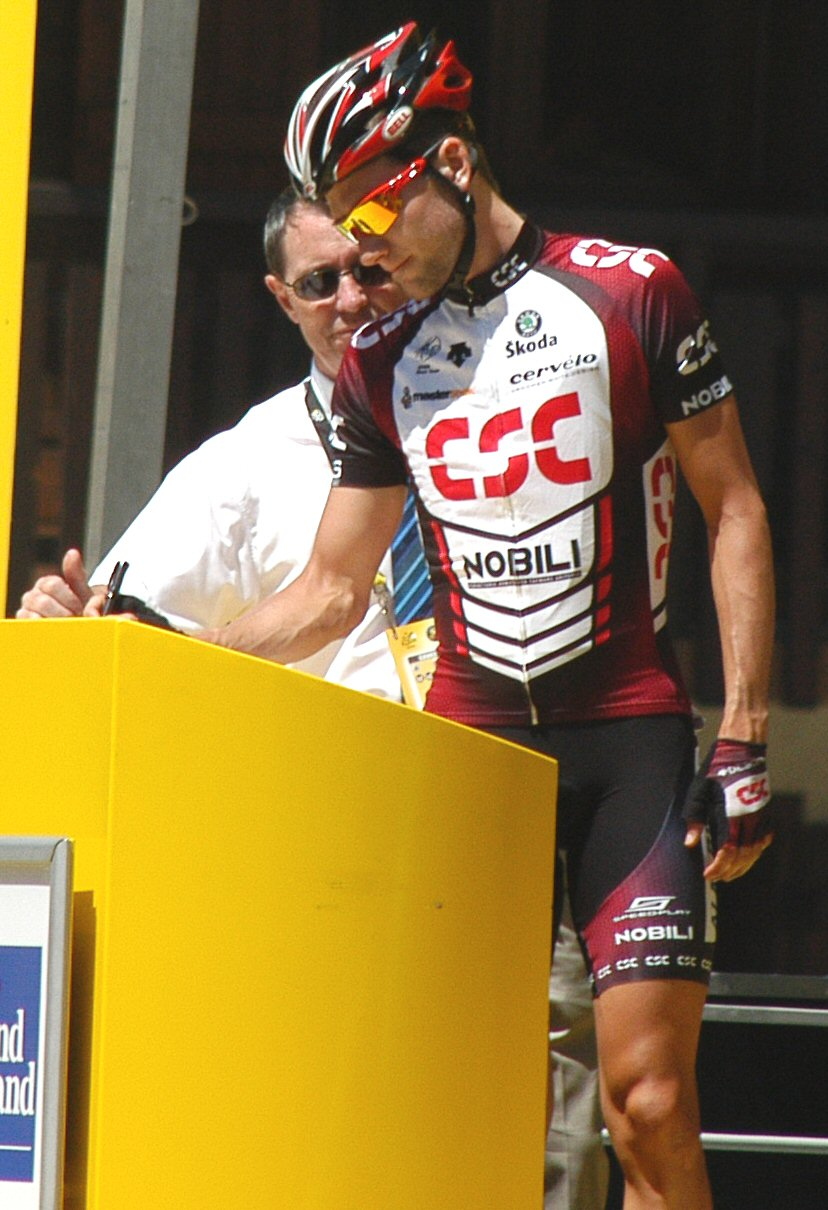
David Zabriskie en el Tour de Francia 2007

| Carrera              | Carrera              | 2001 | 2002  | 2003 | 2004 | 2005  | 2006 | 2007 | 2008 | 2009  | 2010  | 2011 | 2012  | 2013 |
| -------------------- | -------------------- | ---- | ----- | ---- | ---- | ----- | ---- | ---- | ---- | ----- | ----- | ---- | ----- | ---- |
|                      | Giro de Italia       | —    | —     | —    | —    | 105.º | —    | 58.º | Ab.  | 152.º | —     | —    | —     | —    |
|                      | Tour de Francia      | —    | —     | —    | —    | Ab.   | 74.º | Ab.  | —    | 77.º  | 101.º | Ab.  | 100.º | —    |
|                      | Vuelta a España      | —    | 120.º | —    | Ab.  | —     | —    | —    | —    | —     | Ab.   | —    | —     | —    |
| Mundial en Ruta      | Mundial en Ruta      | —    | —     | —    | —    | —     | —    | Ab.  | Ab.  | —     | Ab.   | —    | —     | —    |
| Mundial Contrarreloj | Mundial Contrarreloj | —    | —     | —    | 5.º  | —     | 2.º  | 12.º | 3.º  | —     | 8.º   | —    | —     | —    |

—: No participa

Ab.: Abandono

## Equipos
- US Postal (2001-2004)
- Team CSC (2005-2007)
- Garmin (2008-2013)

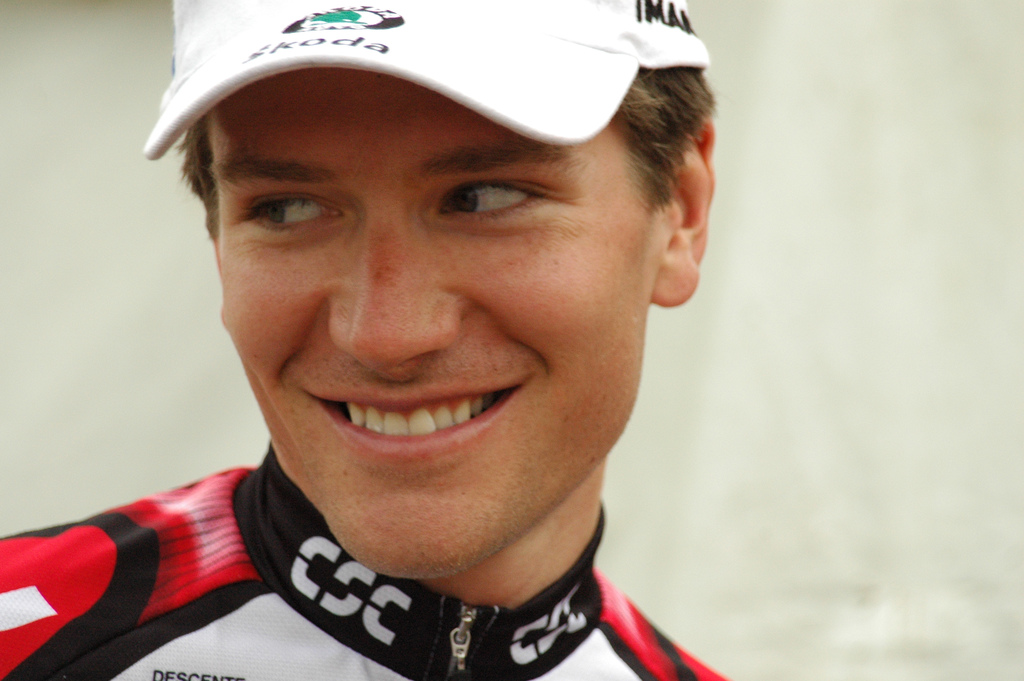
Con el equipo Team CSC.

  - Garmin-Chipotle presented by H3O (2008)
  - Garmin-Slipstream (2009)
  - Garmin-Transitions (2010)
  - Team Garmin-Cervélo (2011)
  - Garmin-Sharp (2012-2013)